# Alexandre-Jules-Benoit Debonnières
Alexandre Jules Benoit Debonnières est un homme politique français né le 20 décembre 1749 à Graçay (Cher) et décédé le 29 décembre 1800 à Paris.
Avocat avant 1789, il est emprisonné sous la Terreur. Il est élu député de la Seine au Conseil des Cinq-Cents le 22 germinal an V. Il est déchu de son mandat après le coup d’État du 18 fructidor an V.